# فرانو لاسیچ
فرانو لاسیچ (کرواتی: Frano Lasić؛ زادهٔ ۱۲ نوامبر ۱۹۵۴) بازیگر، خواننده، و بازیگر تلویزیون اهل یوگسلاوی است. وی از سال ۱۹۷۸ میلادی تاکنون مشغول فعالیت بوده‌است.